# No Sweat
No sweat è il sesto album in studio dei Geordie, il gruppo di cui ha fatto parte Brian Johnson (poi cantante degli AC/DC) dal 1972 al 1980.

## Il disco
Quando Johnson entrò negli AC/DC, i Geordie si sciolsero.
Nel 1982, Vic Malcolm, chitarrista storico dei Geordie, riformò la band, con l'aggiunta del nuovo cantante Rob Turnbull e del chitarrista David Stephenson. Il risultato fu l'LP "No sweat", pubblicato nel 1983 dall'etichetta Neat.
L'album non ebbe successo, e il gruppo si sciolse definitivamente nel 1985. L'album è stato ristampato su CD nel 2002 dalla casa discografica Castle, con l'aggiunta di 4 canzoni bonus.

## Canzoni
1. No sweat (Hill - Turnbull - Stephenson - Malcolm - Gibson)
2. This time (Hill - Turnbull - Stephenson - Malcolm - Gibson)
3. Move away (Hill - Turnbull - Stephenson - Malcolm - Gibson)
4. Time to run (Hill - Turnbull - Stephenson - Malcolm - Gibson)
5. So you lose again (Hill - Turnbull - Stephenson - Malcolm - Gibson)
6. Rock'n'Roll (Hill - Turnbull - Stephenson - Malcolm - Gibson)
7. Oh no! (Hill - Turnbull - Stephenson - Malcolm - Gibson)
8. Hungry (Hill - Turnbull - Stephenson - Malcolm - Gibson)
9. We make it rock (Hill - Turnbull - Stephenson - Malcolm - Gibson)
10. No sweat (bonus nella ristampa del 2002 - live BBC, 1982)
11. So you lose again (bonus nella ristampa del 2002 - live BBC, 1982)
12. Rock'n'Roll (bonus nella ristampa del 2002 - live BBC, 1982)
13. Move away (bonus nella ristampa del 2002 - live BBC, 1982)

## Formazione
- Vic Malcolm (chitarra)
- Rob Turnbull (voce)
- Tom Hill (basso)
- Brian Gibson (batteria)
- David Stephenson (chitarra)